# Сент-Антуан (Жер)
Сент-Антуа́н (фр. Saint-Antoine) — коммуна во Франции, находится в регионе Юг — Пиренеи. Департамент — Жер. Входит в состав кантона Мираду. Округ коммуны — Кондом.
Код INSEE коммуны — 32358.

## География
Коммуна расположена приблизительно в 550 км к югу от Парижа, в 70 км северо-западнее Тулузы, в 50 км к северо-востоку от Оша.
На востоке коммуны протекает река Арратс.

## Климат
Климат умеренно-океанический. Лето жаркое и немного дождливое, температура часто превышает 35 °С. Зимой часто бывает отрицательная температура и ночные заморозки. Годовое количество осадков — 700—900 мм.

## Население
Население коммуны на 2010 год составляло 204 человека.
| 1962 | 1968 | 1975 | 1982 | 1990 | 1999 | 2010 |
| ---- | ---- | ---- | ---- | ---- | ---- | ---- |
| 201  | 190  | 155  | 181  | 166  | 177  | 204  |

## Администрация
| Период | Период | Фамилия   | Партия | Примечания |
| ------ | ------ | --------- | ------ | ---------- |
| 1977   | 2020   | Жан Дюпюи |        |            |

## Экономика
В 2010 году среди 120 человек трудоспособного возраста (15-64 лет) 88 были экономически активными, 32 — неактивными (показатель активности — 73,3 %, в 1999 году было 65,2 %). Из 88 активных жителей работали 77 человек (43 мужчины и 34 женщины), безработных было 11 (5 мужчин и 6 женщин). Среди 32 неактивных 5 человек были учениками или студентами, 13 — пенсионерами, 14 были неактивными по другим причинам.

## Достопримечательности
- Церковь Св. Антония (XII век). Исторический памятник с 1963 года[4]
- Комтурство Св. Антония (XII век). Исторический памятник с 1972 года[5]

## Фотогалерея

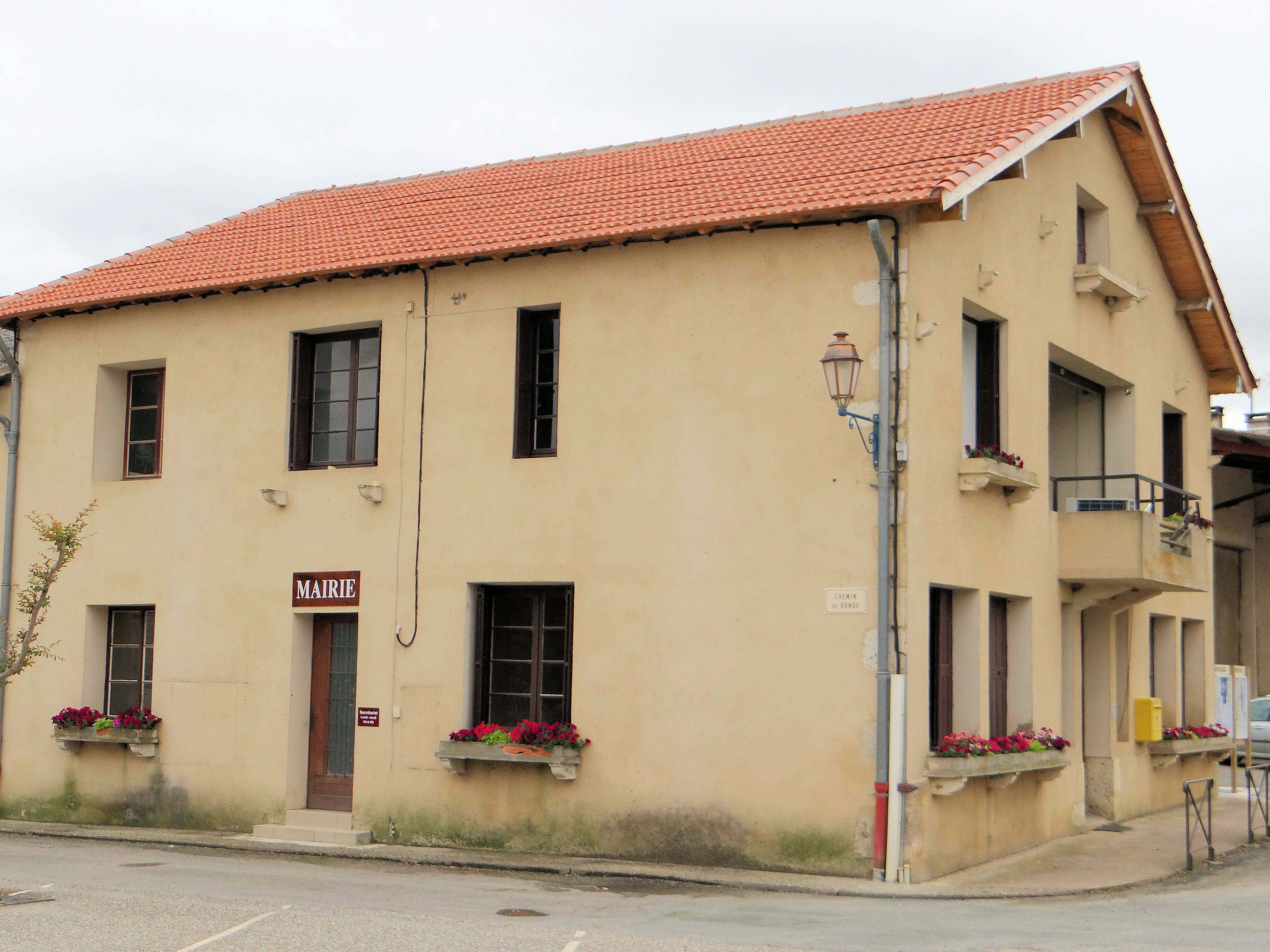
Мэрия
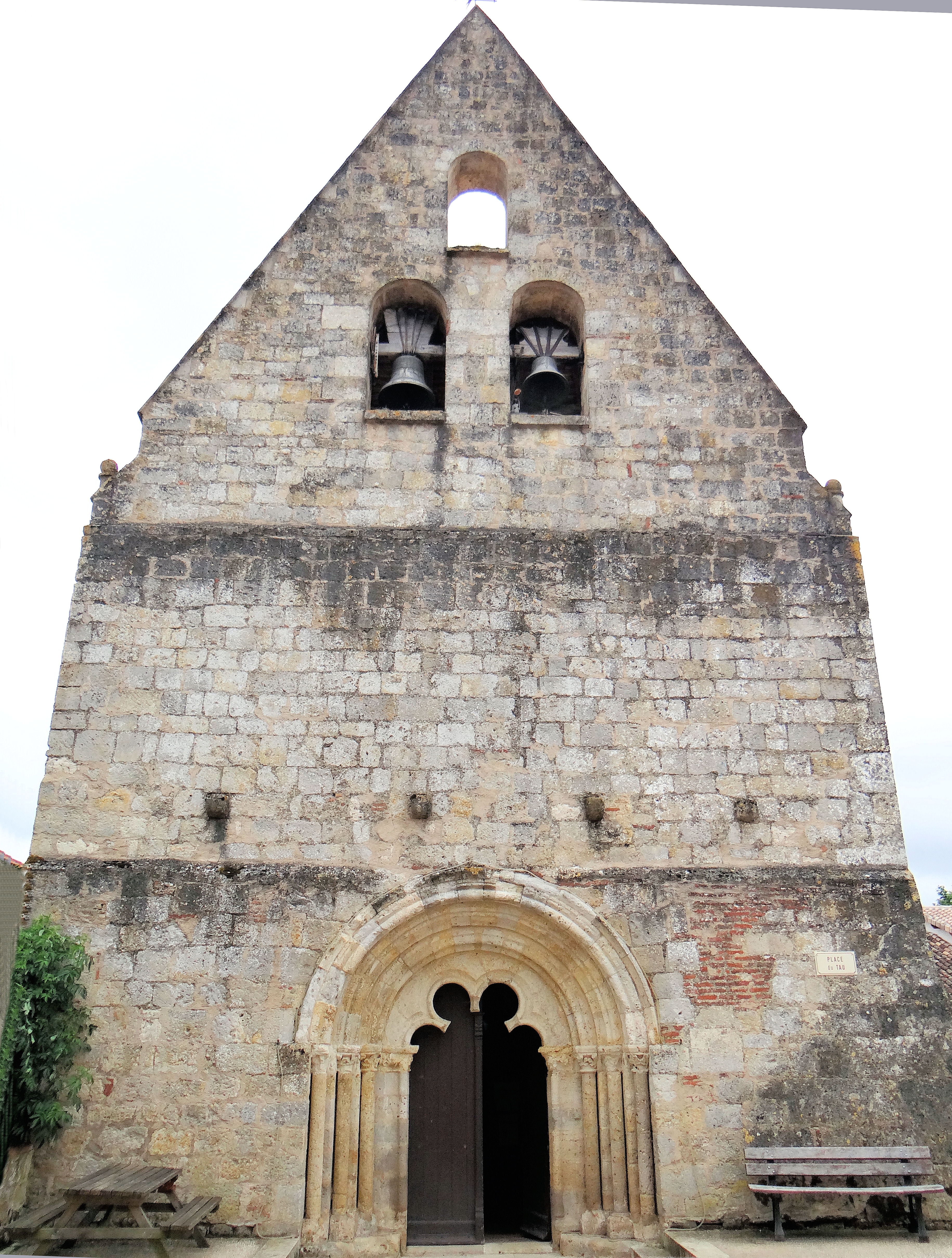
Церковь Св. Антония
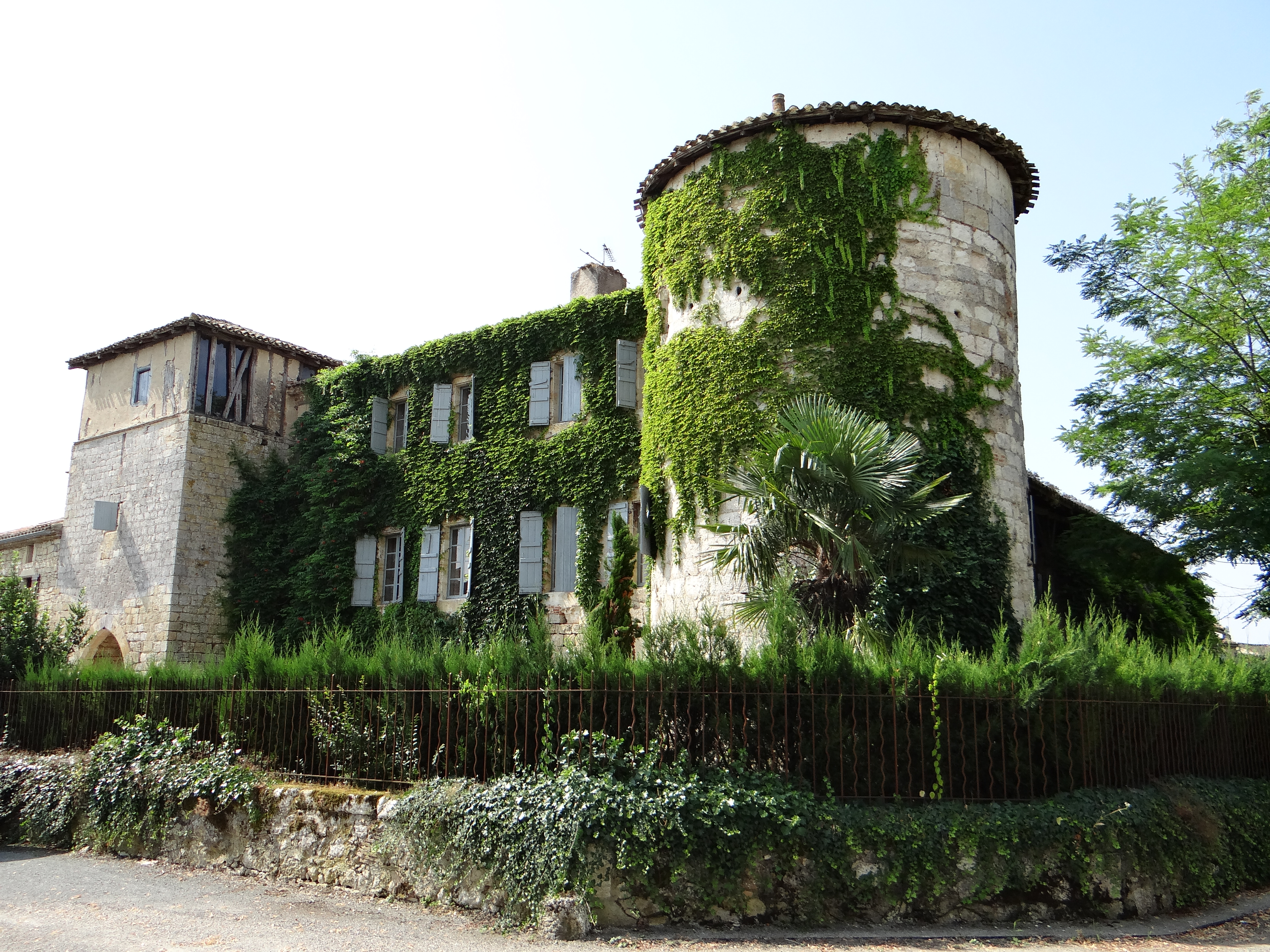
Комтурство Св. Антония
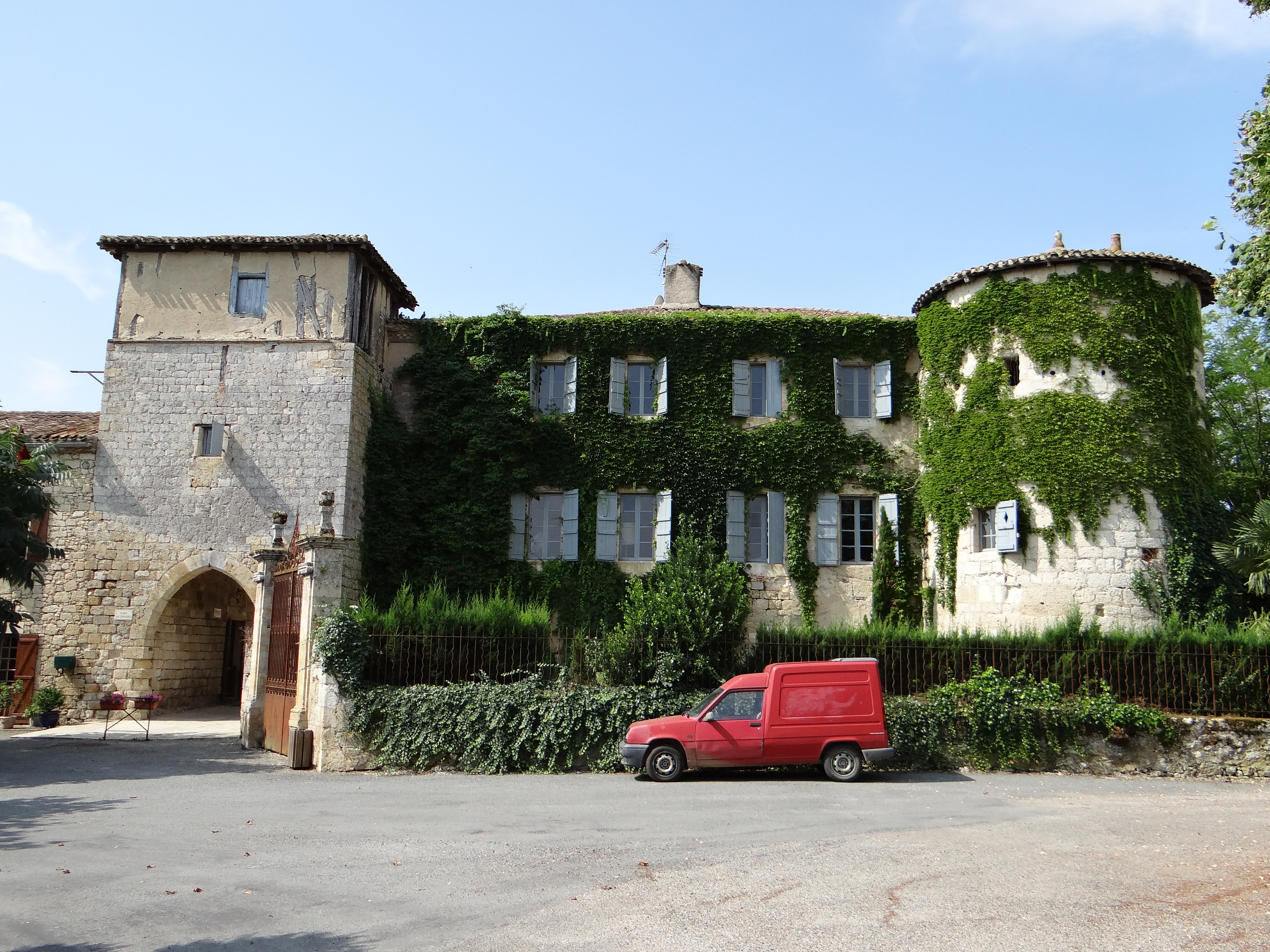
Комтурство Св. Антония
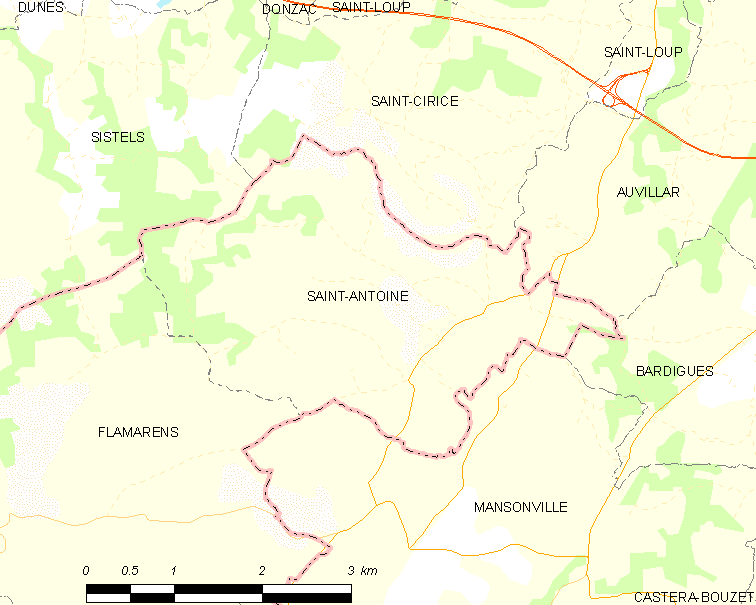
Карта коммуны